# 加拿大銷售稅
加拿大銷售稅可以分為三大類：
- 聯邦政府的商品及服務稅，又稱貨勞稅（英語：Goods and Services Tax，GST，TPS），
- 省級的省銷售稅（英語：Provincial Sales Tax，PST），
- 上述兩種稅項合二為一的合併銷售稅（英語：Harmonized Sales Tax，HST，TVH）。

合併銷售稅現時應用於安大略省以及紐賓士域省、諾華斯高沙省和紐芬蘭-拉布拉多省三個大西洋省份。此稅項由加拿大稅務局收取後，再由當局向上列各省分發其所佔的款項。
在育空地區、西北地區、努拿烏特地區及艾伯塔省除了聯邦的銷售稅以外，並沒有再次一級的銷售稅。而從2008年1月1日開始，聯邦銷售稅稅率為5％。

## 各省銷售稅
設有獨立省銷售稅的省份為沙省、緬省、魁北克省及愛德華王子島；魁省的省銷售稅稱為「魁北克銷售稅」（法語：Taxes des Ventes du Québec，簡寫作TVQ，簡寫作QST）。愛德華王子島省政府計劃於2013年4月1日實行合併銷售稅制；而卑詩省政府則將於同日廢除該稅制並恢復舊制，以尊重該省選民於2011年公投中通過廢除新制的意願。
省銷售稅的稅率因省而異，而應課稅的商品及服務亦如是。另一方面，對於實行合併銷售稅的省份，每當聯邦稅款有所調整，為保持合併後的稅率穩定，省銷售稅會因應上繳的稅款轉變而作相應的調整。現時除了合併銷售稅及魁北克銷售稅為增值稅之外，其他省稅均為級聯稅。紐賓士域省和紐芬蘭-拉布拉多省均實行13%的合併銷售稅，而諾華斯高沙省則實行15%的合併銷售稅。現時加國北部三個地區（育空、西北地區和努拿烏特）均沒有地區銷售稅。
| 省份         | 稅率 (%)                  | 與聯邦稅合計稅率 (%)        | 備註 |
| ------------ | ------------------------- | --------------------------- | --- |
| 卑詩省       | 7                         | 12                          | - 從2010年7月1日起實施合併銷售稅，但由於該省選民在2011年公投中通過廢除新制，該省政府已於2013年恢復舊制。                             |
| 亞伯達省     | 0                         | 5                           | - 亞伯達省不設省銷售稅，但酒店等旅客住宿設施的房租則收取4%稅項。                                                                     |
| 沙斯卡寸旺省 | 5                         | 10                          | - 沙省另設一項稅率為10%的酒精銷售稅。在餐廳用膳時喝酒的話，此稅只適用於帳單上的酒精飲品。                                            |
| 緬尼托巴省   | 8                         | 13                          | - 省税從7%提升到8%，2013年7月1日起開始實行。                                                                                         |
| 安大略省     | 8                         | 13                          | - 合併銷售稅從2010年7月1日起開始實行。                                                                                               |
| 魁北克省     | 9.5（名義） 9.975（實際） | 14.5（名義） 14.975（實際） | - 省銷售稅稅率名義上為9.5%，但以貨品和服務原價計算的5%聯邦貨勞稅稅額亦在應課省銷售稅之列（即稅上稅），因此實際省銷售稅稅率為9.975%。 |
| 愛德華王子島 | 10（名義） 10.5（實際）   | 15（名義） 15.5（實際）     | - 省銷售稅稅率名義上為10%，但以貨品和服務原價計算的5%聯邦貨勞稅稅額亦在應課省銷售稅之列（即稅上稅），因此實際省銷售稅稅率為10.5%。   |

## 外部連結
- Canada Revenue Agency website（页面存档备份，存于）
- Revenu Quebec website（页面存档备份，存于）
- Revenu Québec (Renseignements généraux sur la TVQ et la TPS/TVH)[永久]
- Article on Canadian real estate sales tax[永久]